# قاچاق انسان در بلژیک
قاچاق انسان در بلژیک (انگلیسی: Human trafficking in Belgium) یک کشور منبع، مقصد و مسیر ترانزیت برای مردان، زنان و کودکانی است، که در معرض قاچاق انسان، به ویژه برای کار اجباری و فحشاء گرفتار شده‌اند، می‌باشد. قربانیان از اروپای شرقی، آفریقا، آسیای شرقی، و همچنین برزیل و هند می‌باشند. برخی از قربانیان از طریق بلژیک به سایر کشورهای اروپایی قاچاق می‌شوند، جایی که آنها به کار اجباری و فحشا مجبور می‌شوند. قربانیان مرد در کارخانه‌ها، کافه‌ها، سالن‌های پرورش اندام، مکان‌های باغبانی، مزارع میوه، مکان‌های ساختمانی و مغازه‌های خرده فروشی تحت کار اجباری و بهره‌برداری قرار می‌گیرند.
بنا بر گزارش‌ها، هفت زن بلژیکی در سال ۲۰۰۹ در لوکزامبورگ مجبور به روسپیگری اجباری شدند. طبق گزارش سال ۲۰۰۹ مؤسسه ECPAT، اکثر دختران و کودکانی که در معرض فحشا اجباری در بلژیک قرار گرفته‌اند از اروپای شرقی و نیجریه هستند؛ برخی از پسران جوان خارجی در شهر بزرگ کشور مورد استثمار قرار می‌گیرند.
ناظران محلی همچنین گزارش می‌دهند که بخش بزرگی از کودکانی که در بلژیک قاچاق می‌شوند بدون نفر همراه بوده و پناهجویان و پناهندگان آسیب‌پذیر هستند. براساس گزارش اداره مهاجرت بلژیک، دولت بین ماه‌های ژانویه و ژوئن سال ۲۰۰۹ تعداد ۸ کودک را که به‌طور قاچاق در کشور زندگی می‌کردند، شناسائی کرده‌است. کارگران خارجی به کار اجباری داخلی در بلژیک ادامه می‌دهند، که برخی هم از اعضای جامعه دیپلماتیک بین‌الملل شاغل در بلژیک هستند.

## اقدامات دولت
دولت بلژیک به‌طور کامل از حداقل استانداردهای حذف قاچاق انسان تبعیت می‌کند. دولت نشان داد که به شدت مجرمان قاچاق انسان را مورد تحقیق و پیگرد قانونی قرار داده و محکوم کرده‌است. در سال ۲۰۰۹ این کشور به تأمین بودجه سازمان‌های غیردولتی جهت ارائه حفاظت و کمک جامع به قربانیان قاچاق که در معرض فحشا اجباری و استثمار قرار داشتند، اقدام کرد.

## موضع‌گیری‌ها
دفتر نظارت و مبارزه با قاچاق انسان در وزارت امور خارجه ایالات متحده آمریکا این کشور را را در سال ۲۰۱۷ در سطح اول "Tier 1" کشورهای (مبارزه با قاچاق انسان) قرار داد.